# بهداد بابایی
بهداد بابایی، (۱۳۵۲ - )، نوازندهٔ ایرانی سه‌تار، آهنگساز ،ردیف‌دان و مدرس موسیقی ۲۹ بهمن سال ۱۳۵۲ متولد شد.

## زندگی
بهداد بابایی در سال ۱۳۵۲ در دوحه، قطر به دنیا آمد. 
او آموزش سه‌تار را از ۷ سالگی نزد دایی خود، پرویز مشکاتیان آغاز کرد. او همچنین از آموزش‌های محمد فیروزی و زیدالله طلوعی بهره برد.
بابایی، پس از فراگیری ردیف میرزاعبدالله، ردیف آقا حسینقلی را نیز نزد داریوش پیرنیاکان آموخت. او همچنین، تئوری موسیقی و سلفژ را نزد محمدرضا درویشی آموزش دید و به مدت دو سال نیز از کلاس‌های دورهٔ عالی محمدرضا شجریان در زمینهٔ جواب آواز استفاده کرد.
بهداد بابایی در سال ۱۳۷۳ به عنوان تک‌نواز به عضویت گروه عارف در آمد. او با خوانندگان برجسته‌ای همچون محمدرضا شجریان (در آلبوم در خیال)، ایرج بسطامی (در آلبوم بداهه خوانی و بداهه نوازی)، حمیدرضا نوربخش، شهرام ناظری و علی جهاندار به عنوان تک‌نواز همکاری کرده‌است. او با گروه‌های عارف و شهنازی، کنسرت‌هایی در داخل و خارج کشور داشته‌است.

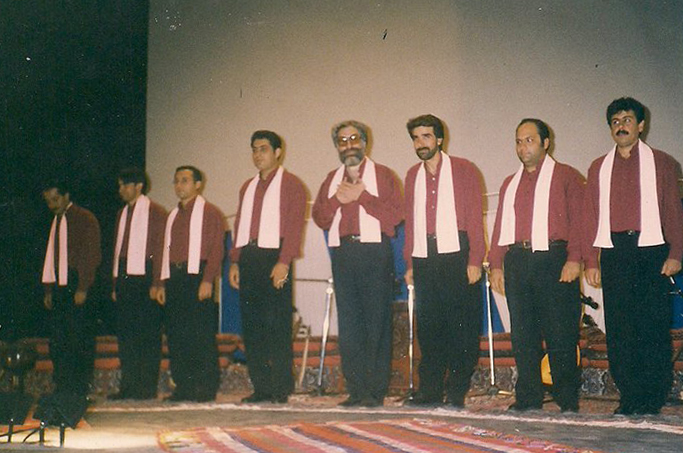
بهداد بابایی (نفر دوم از سمت راست) در گروه عارف

بابایی سابقهٔ تدریس در دانشگاه هنر را دارد و تا سال 1403 در کانون موسیقی عارف به تدریس مشغول بود.
ایشان در سال 1403 به کشور انگلستان مهاجرت نمودند و کنسرت های متعددی با وحید طارمی نوازنده شورانگیز در شهرهای مختلف اروپا، به صحنه برده اند. همچنین در سال 1404 آلبوم راه جنون را در فستیوال جاز لندن به همراه نوید افقه و وحید طارمی اجرا کردند.

## آثار هنری

تصویر روی جلد آلبوم جوی نقرهٔ مهتاب

- بداهه خوانی و بداهه نوازی (به همراه ایرج بسطامی، محمدجواد خداوردی و کوشان یغمایی)
- وطن من (اجرای گروه عارف به سرپرستی استاد پرویز مشکاتیان، آواز ایرج بسطامی)
- شکوه (آوار عبدالحسین مختاباد)
- لحظه دیدار (بهداد بابایی، محسن کثیرالسفر، جمشید محبی و استاد پرویز مشکاتیان)
- کنج صبوری (اجرای گروه عارف به سرپرستی استاد پرویز مشکاتیان، آواز علی رستمیان)
- کنسرت گروه عارف (اجرای گروه عارف به سرپرستی استاد پرویز مشکاتیان، آواز حمیدرضا نوربخش)
- بیست سال با پرویز مشکاتیان
- در خیال (آواز استاد محمدرضا شجریان، آهنگ‌سازی مجید درخشانی)
- آسمان (اجرای گروه شهنازی به سرپرستی داریوش پیرنیاکان، آواز حمیدرضا نوربخش)
- جوی نقرهٔ مهتاب، سه‌تار بهداد بابایی و تنبک نوید افقه.
- راه جنون، سه‌تار بهداد بابایی و تنبک نوید افقه.